# Ove Andersson
Ove Andersson (Uppsala, 1938. január 3. – Oudtshoorn, 2008. június 11.) svéd autóversenyző, egyszeres rali-világbajnoki futamgyőztes. Több mint harminc évig volt a Toyota európai motorsport ágazatának vezetője, valamint évikig a Toyota Formula–1-es istállójának csapatfőnökeként, majd tanácsadójaként tevékenykedett.

## Pályafutása

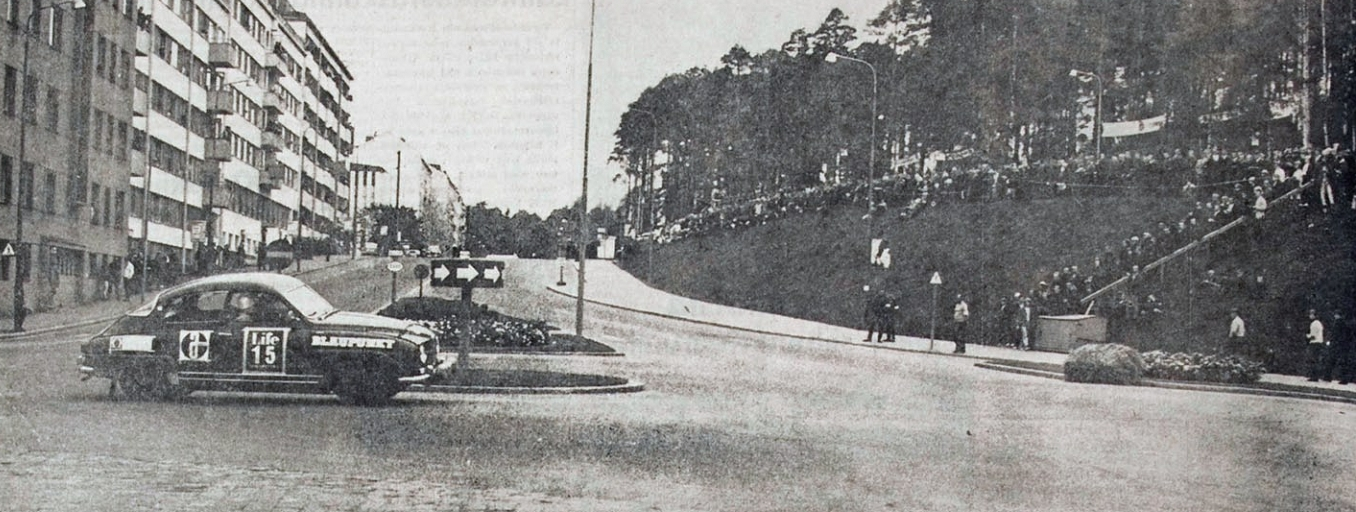
Andersson egy 1965-ös raliversenyen

1971-ben megnyerte a Monte Carlo-ralit, valamint nyerni tudott San Remoban és az Akropolisz-ralin is. 1973 és 1982 között több rali-világbajnoki versenyen indult. Ez idő alatt hét alkalommal állt dobogón, és 1975-ben, első svédként megnyerte a Szafari ralit. Versenyzéstől való visszavonulása után a Toyota rali-programjáért volt felelős, irányítása alatt négy egyéni és három gyártói címet szerzett a gyár a világbajnokságon.

## Halála
2008. június 11-én, egy Dél-Afrikában rendezett rali-versenyen vett részt. Volvójával egy beláthatatlan kanyarban frontálisan összeütközött egy kamionnal, melynek következtében életét vesztette.

## Rali-világbajnoki győzelem
| #  | Dátum               | Rali         | Navigátor  | Autó        | Összefoglaló |
| -- | ------------------- | ------------ | ---------- | ----------- | ------------ |
| 1. | 1975. március 27-31 | Szafari rali | Arne Hertz | Peugeot 504 | Összefoglaló |

## Külső hivatkozások
- Profilja a rallybase.nl honlapon
- Profilja a juwra.com honlapon